# Liste der indischen Botschafter in der DDR
Die indische Botschaft befand sich in der Clara-Zetkin-Str. 89 östlich der Bunsenstraße in Berlin. Das Gebäude wurde von der Anlagenimport GmbH, einem Unternehmen der Kommerzielle Koordinierung Gruppe, erstellt und vom Dienstleistungsamt für Ausländische Vertretungen in der DDR, Clara-Zetkin-Straße 85, einer Einrichtung des Ministeriums für Auswärtige Angelegenheiten der DDR vermietet:
- 1. Etage: Angola
- 4. Etage: Argentinien und Libanon
- 5. Etage: Kolumbien
- 6. Etage: Indien

Auch ARD, ZDF und die Süddeutsche Zeitung hatten hier Redaktionsbüros gemietet.
| Ernannt / Akkreditiert | Leiter der Auslandsvertretung | Bemerkungen                                                                                | ernannt von            | akkreditiert bei | Posten verlassen |
| ---------------------- | ----------------------------- | ------------------------------------------------------------------------------------------ | ---------------------- | ---------------- | ---------------- |
| 30. Apr. 1971          | Jagdish Chand Ajmani          | Generalkonsul, Geschäftsträger                                                             | Indira Gandhi          | Walter Ulbricht  |                  |
| 8. Dez. 1973           | Jagdish Chand Ajmani          |                                                                                            | Indira Gandhi          | Willi Stoph      | 27. März 1974    |
| 24. Apr. 1974          | Aravinda Ramachandra Deo      |                                                                                            | Indira Gandhi          | Willi Stoph      | 1978             |
| 23. Apr. 1979          | K. Raghunath                  | 1967 Gesandtschaftsrat zweiter Klasse Peking, 15. Mai 2001 bis 2004 Botschafter in Moskau. | Chaudhary Charan Singh | Erich Honecker   | 2. Feb. 1981     |
| 1982                   | K. P. S. Menon junior         | (* 28. Juli 1943 in Odisha) Sohn von K. P. S. Menon; 1974–1975 Geschäftsträger in Hanoi.   | Indira Gandhi          | Erich Honecker   |                  |
| 1986                   | Prem Kumar Budhwar            | (* 12. September 1939 Ropar im Industal)                                                   | Rajiv Gandhi           | Erich Honecker   |                  |
| 25. Juni 1987          | Jagannath Doddamani           |                                                                                            | Rajiv Gandhi           | Erich Honecker   | 1988             |